# Zirkonium-92
Zirkonium-92 of 92Zr is een stabiele isotoop van zirkonium, een overgangsmetaal. Het is een van de vier stabiele isotopen van het element, naast zirkonium-90, zirkonium-91 en zirkonium-94. De abundantie op Aarde bedraagt 17,15%.
Zirkonium-92 ontstaat onder meer bij het radioactief verval van yttrium-92, niobium-92 en molybdeen-92.
77Zr · 78Zr · 79Zr · 80Zr · 81Zr · 82Zr · 83Zr · 84Zr · 85Zr · 85mZr · 86Zr · 87Zr · 87mZr · 88Zr · 89Zr · 89mZr · 90Zr · 90m1Zr · 90m2Zr · 91Zr · 91mZr · 92Zr · 93Zr · 94Zr · 95Zr · 96Zr · 97Zr · 98Zr · 99Zr · 100Zr · 101Zr · 102Zr · 103Zr · 104Zr · 105Zr · 106Zr · 107Zr · 108Zr · 109Zr · 110Zr · 111Zr · 112Zr